# Shedd Aquarium w Chicago

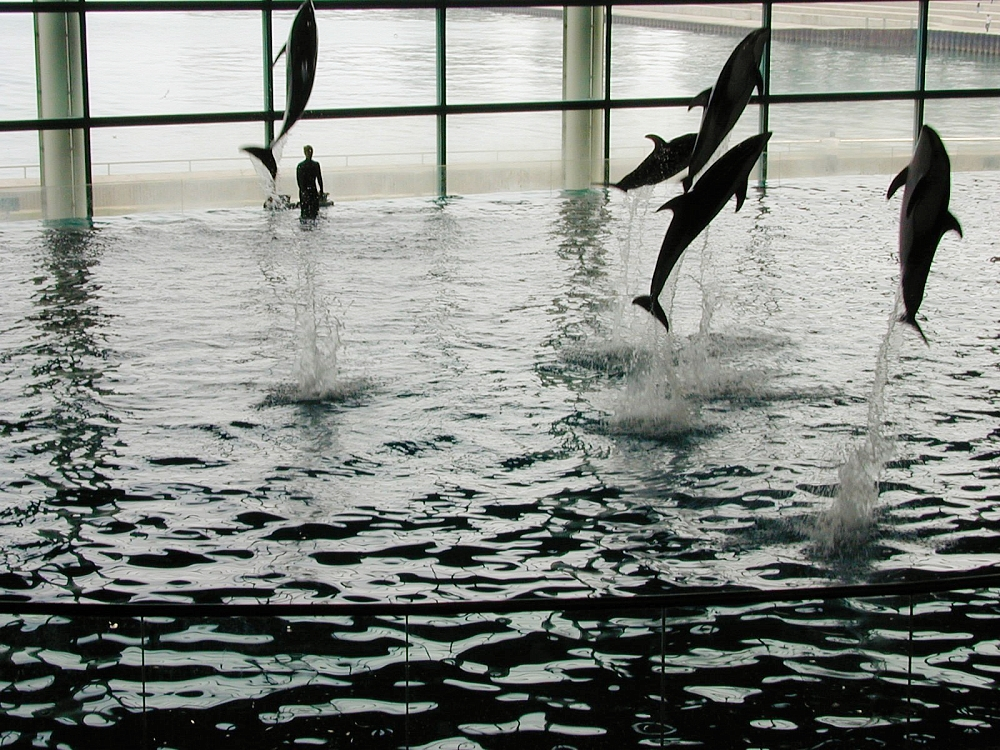
Pokaz delfinów

John G. Shedd Aquarium – akwarium publiczne w Chicago, USA. Powstało w 1930, znajduje się przy ulicy Lake Shore Drive, przy brzegu jeziora Michigan. Znajdują się w nim ryby, ssaki morskie, ptaki, węże, płazy i owady.
Znajduje się w kompleksie Museum Campus Chicago, w którego skład wchodzą: Adler Planetarium i Muzeum Historii Naturalnej. W przeszłości było największym tego typu obiektem na świecie, posiadało około 25 000 ryb a pojemność 19 000 m³ (5 milionów galonów), aż do czasu powstania Georgia Aquarium w Atlancie, USA w 2005 o pojemności (30 000 m³).
Liczba odwiedzających Shedd Aquarium to około 2 milionów osób rocznie (dane z 2005).

## Historia
W latach 1920 John G. Shedd przeznaczył 3 miliony dolarów na budowę obiektu, który został ukończony 19 grudnia 1930 roku a otwarta dla zwiedzających z początkiem 1931 roku.
W 1933 roku w Chicago miała miejsce wystawa światowa, dzięki której Shedd Aquarium bardzo zyskało na popularności i stało się dobrze znane na całym świecie. W czasie tej wystawy dodano rybę rogoząb australijski, która żyje do dzisiaj i jest uważana za najstarszą rybę tego gatunku żyjącą w sztucznym zbiorniku.
W 1971 dodano ogromna rafę koralowa objętości 90 000 galonów, w tym samym roku zakupiono 23 metrowy statek badawczy. W 1985 jednostka ta została zastąpiona przez „Coral Reef II”, która służy do dzisiaj.
W 1991 zostaje oddany do użytku akwen przeznaczony dla ssaków morskich jak delfiny oceaniczne, białucha i inne. W 1999 białucha o imieniu Puiji wydała na świat potomstwo – samicę, którą nazwano Bella. Od 1999 w Aquarium Shedd przyszły na świat 3 osobniki tego gatunku. Oceanarium to posiada kilka sztuk wydr morskich uratowanych z katastrofy MT Exxon Valdez z 1989.
W 2003 otwarto wystawę wielkości 3200 m³ zawierającą rafy koralowe, tropikalne ryby i kilka rekinów, których sposób życia jest podobny jak w pobliżu wyspy Apo Island na Filipinach. Jedną z głównych atrakcji był rekin długości 3,6 m pływający w zbiorniku 1500 m³, do którego można wpłynąć w stroju do nurkowania.
Akwarium jest godne uwagi ze względu na swoją architekturę. Projekt  budynku zapożyczony z greckiej architektury w celu dopasowania jej do pozostałych muzeów na terenie Museum Campus. Główny budynek akwarium jest ośmiokątny. Wejście stanowią greckie kolumny z oryginalnym holem zakończone kopułą.
Oceanarium posiada również elementy nowoczesnego stylu tzw. „Pacific Northwest”, wkomponowane w starodawną część budynku.

## Ekspozycja

### Akwarium
- rzeczna wydra kanadyjska
- rogoząb australijski
- legwanowate z Wielkiego Kanionu

### Oceanarium
- wydra morska z Alaski
- białucha
- delfin pacyficzny
- zwierzęta rafy koralowej z Karaibów
- żółw zielony

## Wyróżnienia i nagrody
- Zoos and Aquariums w 1999 – nagrody przyznawane za: ochronę przyrody, edukacje, naukę i park rozrywki;
- Amazon Rising w 2001;
- Wild Reef w 2004;